# Jürgen Oelbeck
Jürgen Oelbeck (* 10. Januar 1971) ist ein ehemaliger deutscher Fußballspieler, der unter anderem für den VfB Lübeck in der 2. Fußball-Bundesliga spielte.

## Karriere
Oelbeck wechselte 1988 vom TSV Neustadt in Holstein zum VfB Lübeck und kam für den Verein 1989 in der Aufstiegsrunde zur Oberliga Nord zu seinem ersten Einsatz in der Herrenmannschaft. In der anschließenden Saison etablierte er sich als Stammspieler in der Verbandsliga und wechselte 1990 zum Drittligisten Eutin 08. Mit den Rosenstädtern stieg er allerdings nach nur einer Saison aus der Oberliga ab und schloss sich wieder dem VfB an, bei dem er eine zunehmend bedeutendere Rolle spielen sollte: Bereits mit 21 Jahren wurde er zum Kapitän der Hansestädter und absolvierte 1991/92 als einziger Spieler im Kader alle 36 Saisonspiele. 1993 kehrte er mit den Lübeckern in die drittklassige Oberliga zurück, zwei Jahre später folgte der überraschende Aufstieg in die 2. Bundesliga.
Auch dort spielte der defensive Mittelfeldspieler zunächst noch eine wichtige Rolle im Kader der Norddeutschen und kam in der ersten Zweitliga-Spielzeit zu 22 Einsätzen. Am Ende der Saison 1996/97, in der er nur noch acht Mal für den VfB auflief, entschied sich Oelbeck jedoch aus beruflichen Gründen gegen eine Fortsetzung seiner Profikarriere und wechselte zum Oberligisten TSV Pansdorf. Der Polizei-Hauptkommissar kam als Spieler anschließend noch für den TSV Sarau und den SV Todesfelde zum Einsatz und übernahm nach dem Ende seiner aktiven Karriere das Traineramt bei den Amateurvereinen TSV Sarau sowie der SG Sarau/Bosau.